# フローバル
フローバル株式会社（フローバル、英：FLOBAL CORPORATION）は、大阪市西区に本社を置く、配管部品とこれに関連する機械器具を取り扱う専門商社である。
創業は1910（明治43）年。

## 概要
同社グループはフローバル株式会社と連結子会社の海外法人2社により構成されている。業種は卸売業に属し、事業内容は「各種設備機器・部品・材料の開発販売」である。管継手・バルブ・ホース金具等の配管部品と、これに関連する設備機器・工具・用品等を取り扱う。
2008年4月に岡田産業株式会社から、現社名に変更した。
経営理念は「配管と設備の専門企業として、すぐれた製商品の開発とサービスの提供を通じて、ものづくりと社会の発展の一助を担う」。
2021年12月にTOKYO PRO Marketに上場した。 

## 沿革
- 1910年（明治43年）6月 - 大阪市北区に「岡田製作所」を創業。
- 1928年（昭和3年）6月 - プレス加工による鉄製注油器グリースカップを自社開発。商品名「ネルソン印グリースカップ」を商標意匠登録。
- 1944年（昭和19年）6月 - 岡田製作所を法人化し、日本注油器工業株式会社を設立。資本金21万円。
- 1946年（昭和21年）6月 - 商号を岡田産業株式会社に改称。業種を機械工具卸売業に変更。
- 1956年（昭和31年）4月 - 油圧用配管継手の取扱を開始。
- 1980年（昭和55年）1月 - ホースバンド商品の輸入販売を開始。
- 1981年（昭和56年）9月 - 資本金を3,000万円に増資。
- 1996年（平成8年）7月 - 初のプライベート・ブランド商品「ステンレス製ボールバルブ」を発売。
- 2008年（平成20年）
  - 4月 - 商号をフローバル株式会社に改称。
  - 10月 - Eコマースサイト「配管部品.com」をリリース。
- 2009年（平成21年）7月 - 既存顧客向け注文専用サイト「らくねっと」を開設。
- 2011年（平成23年）1月 - シンガポールに子会社・Flobal(Asia)Pte.Ltd.を設立。
- 2012年（平成24年）10月 - 大阪府八尾市に西部ロジスティックセンターを開設。
- 2013年（平成25年）9月 - 韓国ソウル特別市に子会社「Flobal Korea Co.,Ltd」を設立。Eコマースサイト「GlobalMRO.com」リリース。
- 2014年（平成26年）4月 - 中国・上海市に子会社「芙麓(上海)商貿有限公司」を設立。
- 2017年（平成29年）
  - 6月 - 資本金を9,000万円に増資。
  - 10月 - 大阪府八尾市に配管PRO八尾店を開店（現・設備マート八尾店）。
- 2018年（平成30年）12月 - 大阪府大阪市住之江区（大阪南港ATC）に大阪ショールームを開設。
- 2019年（平成31年）
  - 2月 - 兵庫県尼崎市名神町に配管PRO尼崎店を開店（現・設備マート尼崎店）。
  - 4月 - 神奈川県横浜市中区（横浜ワールドポーターズ）に横浜ショールームを開設。
- 2020年（令和2年）
  - 1月 - プライバシーマーク認証を取得。
  - 9月 - 東京都足立区に設備マート足立花畑店を開店。
- 2021年（令和3年）
  - 3月 - 大阪府大阪市西区に本社事務所を移転。
  - 4月 - 経済産業省「健康経営優良法人」に認定。
  - 12月 - TOKYO PRO Marketに上場。
  - 12月10日 - 移転のため、設備マート八尾店（旧・配管PRO八尾店）を閉店。
- 2022年（令和4年）2月23日 - 大阪府守口市に設備マート守口店を開店。
- 2023年（令和5年）7月12日 - 大阪市平野区に設備マート平野店を開店。

## 取扱商品
取扱商品には、プライベート・ブランド商品（PB）と、同社が国内販売権を有する海外提携メーカー品、国内・海外メーカー商品（NB）がある。うちPB商品は、自社工場を持たないファブレスメーカーを標榜し、商品の企画・設計・品質管理を自社で、製造はアジア等の協力工場に委託するOEM手法を導入している。また次の4つの自社ブランドを展開している。
- FLOBAL（フローバル）- パイプ・継手・バルブ等の配管部品
- PROSTYLE TOOL（プロスタイルツール）- コンプレッサー・エアーホース・ポンプ等の機械器具
- REHOMA（リホマ）- 住宅の水まわり設備機器
- mizu no hana（水の花）- デザイン性を重視した洗面等の水まわり設備機器

## 販売事業
販売事業はBtoBを基本モデルに、販売チャネルごとに卸売販売・小売販売・海外販売の3事業がある。小売事業はネット通販「配管部品.com」とプロショップ「設備マート」を展開中。顧客は国内外の専門商社・製造業・一般住宅建築設備工事業・ホームセンター・ネット通販会社等、幅広い業種に渡っている。